# Tanystylum conirostre
Tanystylum conirostre är en havsspindelart som först beskrevs av Dohrn, A. 1881.  Tanystylum conirostre ingår i släktet Tanystylum och familjen Ammotheidae. Inga underarter finns listade i Catalogue of Life.